# Нетерпение сердца (роман)
«Нетерпе́ние се́рдца» (нем. Ungeduld des Herzens, 1938, опубликован в 1939 году) — единственный завершённый роман австрийского писателя Стефана Цвейга.

## Проблематика
В этом романе Стефан Цвейг показывает Австро-Венгрию начала XX века накануне Первой мировой войны, описывая нравы и социальные предрассудки того времени. Как и лучшие новеллы автора, роман изобилует мельчайшими психологическими нюансами, в которых раскрываются чувства и мотивации поступков персонажей. В эпиграфе к своему роману Стефан Цвейг писал:

«Есть два рода сострадания. Одно — малодушное и сентиментальное, оно, в сущности, не что иное, как нетерпение сердца, спешащего поскорее избавиться от тягостного ощущения при виде чужого несчастья; это не сострадание, а лишь инстинктивное желание оградить свой покой от страданий ближнего. Но есть и другое сострадание — истинное, которое требует действий, а не сантиментов, оно знает, чего хочет, и полно решимости, страдая и сострадая, сделать всё, что в человеческих силах и даже свыше их». 

## Сюжет
Действие романа начинается в 1913 году в небольшом городке неподалёку от Вены. Повествование ведётся от лица главного героя — Антона Гофмиллера. В начале романа это молодой человек в возрасте 25 лет, лейтенант кавалерии австрийской армии, выросший в небогатой многодетной семье и рано попавший на военную службу, считавшуюся престижной для мужчины. Молодой человек был избавлен от необходимости принимать самостоятельные решения в своей жизни, от него требовалось только выполнять приказы командования, но, с другой стороны, однообразная жизнь в гарнизоне маленького городка и отсутствие перспектив стало быстро тяготить его.
Однажды Антона приглашают на ужин в замок самого богатого землевладельца в округе — господина фон Кекешфальвы. Там он знакомится с двумя очаровательными молодыми девушками: с единственной дочерью хозяина — Эдит — и с её кузиной Илоной. Антон и Илона быстро находят общие темы для разговора, весело проводят время, много танцуют. Антон, чуть не забывший о дочери хозяина, пригласил Эдит на вальс, но в ответ девушка разрыдалась. Не понимая, что происходит, Антон обращается за разъяснениями к Илоне, которая рассказывает ему, что у Эдит паралич ног и она не может передвигаться без костылей и посторонней помощи. В смятении Антон покидает замок Кекешфальвы, даже забыв попрощаться. Всю ночь его мучает совесть, он жалеет Эдит и даже испытывает невольный стыд из-за своего крепкого здоровья, чего с ним прежде никогда не случалось. На следующее утро на последние деньги Антон покупает огромный букет алых роз и посылает их Эдит вместе с запиской с извинениями. Эдит пишет в ответ, что не обижена, благодарит за цветы и приглашает бывать у них в гостях в любое время.
Антон начинает проводить всё своё свободное время в замке, стараясь развлечь девушек. Все обитатели замка очень рады его визитам и принимают как родного. В одном из разговоров Илона рассказывает, что у неё есть жених, но из любви к кузине и по просьбе дяди она согласилась повременить с замужеством и всё своё время и силы посвящает уходу за Эдит. Поначалу Антону нравится общаться с семьёй Кекешфальвы, ведь здесь молодой человек нашёл то, чего ему недоставало долгие годы: дом, семейный уют, комфорт, общение с образованными людьми, приятное женское общество. О его визитах в замок становится известно его товарищам по службе, которые относятся по-разному: одни насмехаются, другие завидуют, некоторые считают, что он хочет таким образом разбогатеть, ведь Эдит — богатая наследница. Антон старается чётко разграничивать свою жизнь в гарнизоне и визиты в замок из боязни перед общественным мнением.
Тем временем в замок приезжает доктор Кондор для нового медицинского обследования Эдит. Кекешфальва просит Антона выяснить у доктора, когда Эдит выздоровеет. Антон растерян, но под давлением Кекешфальвы и желая помочь, соглашается. Кондор в разговоре с Антоном рассказывает о прошлом Кекешфальвы: о его еврейском происхождении, об источнике его богатства, о смерти его жены и о несчастном случае с дочерью. Также Кондор рассказывает Антону о своей слепой жене — бывшей пациентке — на которой доктор женился после того, как понял, что не сможет её вылечить, тем самым взяв на себя ответственность за другого человека. Кондор пытается дать понять молодому человеку разницу между жалостью и помощью другому человеку, а о состоянии здоровья Эдит доктор говорит, что у девушки сейчас улучшение. Антон и Кекешфальва неверно истолковывают слова Кондора: молодой человек думает, что доктор уверен в скором выздоровлении Эдит, а отец поторопился обрадовать дочь. Доктор сурово отчитывает Антона за ложную надежду, невольно поданную семье Кекешфальвы.
Постепенно Антон понимает, что знакомство с семьёй Кекешфальвы, начавшееся с приятного времяпрепровождения, всё больше стало тяготить его. Однажды Эдит сама первая целует Антона, и это становится для него полной неожиданностью. Молодой человек не знает, что ему дальше делать и, в особенности, как ему в дальнейшем вести себя с Эдит и не готов к ответственности за неё. Вскоре он получает от Эдит любовные письма. Она осознаёт всю безнадёжность своей любви, но надеется, что они смогут быть вместе, когда Эдит поправится. Получивший письма Антон в ужасе от этой непрошенной страсти. Он принимает решение оставить службу и уехать из Австрии. Антон заходит к доктору Кондору попрощаться и признаётся ему в том, что больше не способен выносить любовь Эдит, причём его пугает скорее общественное мнение, а не увечье девушки. Тем не менее доктору Кондору удаётся убедить Антона остаться, ведь своим бегством он подписывает смертный приговор Эдит. Антон соглашается остаться до отъезда Эдит в Швейцарию для продолжения нового курса лечения.
Вскоре Антон вновь приходит в поместье Кекешфальва. Он твёрдо решил выдержать эти восемь дней и не показать Эдит свои чувства: страх и жалость. Однако ему не удаётся притвориться, уверить Эдит в своей любви, и это вызывает в девушке «странную враждебность». Через три дня фон Кекешфальва сам посещает Антона, умоляя его спасти Эдит, помочь ей. Терзаемый жалостью и состраданием, Антон просит передать Эдит, что они будут вместе, когда девушка выздоровеет. Под давлением Кекешфальвы и Кондора Антон соглашается на помолвку с Эдит. Однако он по-прежнему испытывает к ней лишь сострадание, а не любовь, и опасается насмешек товарищей. К тому же его смущает еврейское происхождение отца девушки, он боится общественного мнения. Когда товарищи в казарме прямо спрашивают Антона, правда ли, что он обручился с дочерью Кекешфальвы, у него не хватает смелости признаться, и он всё отрицает. Подавленный Антон решается на самоубийство, но встречает полковника, которому рассказывает о своей лжи. Полковник обещает всё уладить и отправляет Антона в Чаславице. Перед поездкой Антон оставляет доктору Кондору письмо, в котором просит всё рассказать Эдит. Тем не менее, Антон не отрекается от помолвки, просит у девушки прощения и хочет остаться с ней, искупив свою трусость, свою ложь.
Антон посылает телеграмму, которая позже не дойдёт до адресата. В поездке Антон пытается дозвониться до замка Кекешфальвы и доктора Кондора, но все линии перегружены.
Эдит, не получив вестей от жениха и случайно услышав обвинения в свою сторону, выбирает момент, когда Илона не успевает уследить за ней, бросается вниз с террасы замка и разбивается насмерть.
Антон винит себя в случившемся, размышляя над тем, что Эдит была единственным человеком, который его по-настоящему любил, которому он был по-настоящему нужен. Мучаясь угрызениями совести, Антон отправляется на фронт, убегая от жизни, ищет в бою смерти, но выживает и в возрасте 28 лет его награждают за проявленную в войне храбрость орденом Марии-Терезии.
Проходят годы, жизнь Антона постепенно налаживается, он набрался мужества и стал жить, позволив себе забыть о той давней истории с Эдит. Но однажды в театре Венской оперы Антон Гофмиллер случайно видит доктора Кондора с женой, — человека, 

«чьё сострадание было не убийственной слабостью, как моё, а спасительной силой и самопожертвованием, — единственный, кто мог осудить меня, единственный, перед кем мне было стыдно!<…>с той минуты я окончательно убедился, что никакая вина не может быть предана забвению, пока о ней помнит совесть.». 

## Персонажи
- Лейтенант Антон Гофмиллер, 25 лет
- Фрейлейн Эдит фон Кекешфальва, 17-18 лет
- Господин Лайош фон Кекешфальва, отец Эдит — венгерский аристократ, богатый землевладелец (в прошлом — еврей Леопольд (Леммель) Каниц, маклер)
- Доктор Эммерих Кондор
- Илона, племянница Кекешфальвы и фактически сиделка Эдит
- Йозеф, слуга в доме Кекешфальвы
- Ференц, товарищ Гофмиллера
- Йожи, товарищ Гофмиллера
- Балинкаи
- Полковник Светозар Бубенчич
- Аптекарь
- Клара, жена доктора Кондора
- Фрау Гуртнер, цветочница

## История
Роман написан в 1938 году, через год был издан издательством «S. Fischer Verlag».
Рукопись романа находится в Немецком литературном архиве Марбаха, где её можно увидеть в постоянно действующей экспозиции — от первых набросков, до чистовика и печатных гранок.
На русский язык роман впервые переведён в 1961 году Николаем Буниным, и  вышел отдельной книгой в издательстве «Гослитиздат».
В. Е. Шор отмечал, что перевод Бунина остался без «дублетов» из-за своей превосходности, и является выдающимся образцом переводческого мастерства.

## Критика
Психологический роман Цвейга «Нетерпение сердца» покоряет жизненной правдой, искренним стремлением автора предостеречь человека от леденящего душу одиночества. Это трагическая история о неразделённой любви, о нетерпении сердца, не дождавшегося счастливой судьбы.— А. М. Горбунов, зав. сектором художественной литературы и искусства Государственной библиотеки СССР им. В. И. Ленина

По колориту и теме произведение это близко к новеллистике Цвейга. Изображение жизни ограничено здесь узким участком, а социальный фон беден. Атмосфера захолустного городка где-то на окраине Австро-Венгерской империи предвоенной поры и вся пустота бездуховной жизни австрийского офицерства описаны Цвейгом с большой точностью, однако прежде всего писателя интересует развитие психологического конфликта, которым и определяется динамизм и не ослабевающее сюжетное напряжение повествования. Пожалуй, никогда раньше не анализировал Цвейг перипетии человеческих взаимоотношений с такой изощрённостью, как в романе «Нетерпение сердца». Впрочем, воссозданная в этом, скорее камерном по характеру, романе душевная драма таила в себе, как это часто бывало у Цвейга, конкретную социальную проблему.— Стефан Цвейг: биобиблиографический указатель. — М.: Книга, 1976. — 115 с. — стр. 14-15
Примечательно, что первая экранизация романа (которую режиссёр, снявший почти 200 фильмов, считал лучшей своей работой) не пользовалась успехом ни у широкого зрителя, ни у критики, объяснение этому киновед Сью Харпер видела в пессимистичном сюжете — сюжет «очень печальный», заставляющий задуматься:

Тема этой истории уходит корнями в очень человеческие недостатки. Разве мы все не поймали себя на этом? Пробуждать ложные надежды и говорить чистую ложь? Положение, которое таким образом предлагалось мужской аудитории, испытать неловкую стыдливость, а женщинам — только беспомощное страдание. Поэтому, хотя фильм и снят на блестящем уровне, и хорошо демонстрировал свой Цвейговский источник, никому он не нравился, кроме русских, чьему мрачному национальному характеру он, возможно, подходил.
Оригинальный текст (англ.)There was clearly some mismatch between the producer's and the audience's taste. Beware of Pity, for example, has considerable cultural pretensions. It is based on a Stefan Zweig novel, and the script gives ample hints of the producer's intentions. The dialogue is 'deliberately written in a stylised manner', so as to redeploy Zweig's own florid words and to 'add to the grace and sense of period The decor should be 'a little larger than life, florid, very rococo', with a huge number of sets which would 'enable us to have some spectacular riding and drilling on horseback.' 

But the narrative deals with a crippled girl who falls hopelessly in love with an insensitive chuckle-head, and the film is profoundly depressing. The publicity material suggests why: 'The theme of this story goes down to the roots of a very human  failing. Haven't we all caught ourselves rousing false hopes and telling white lies?' The position thus offered to the male audience was one of shamefaced clumsiness, and to women only helpless misery. 

So although the film had a quality gloss and displayed its Zweig source well to the fore, no one liked it except the Russians, whose gloomy national temperament it perhaps suited.
— Сью Харпер, историк культуры, почётный профессор истории кино в Университете Портсмута — специалист по британскому кинематографу из Британского института кино

## Адаптации

### Кинематограф
Роман неоднократно экранизировался:
- 1946 — чёрно-белый художественный фильм «Остерегайтесь жалости» (Великобритания), режиссёр Морис Элви, в ролях Лилли Палмер и Альберт Ливен[англ.].
- 1979 — цветной художественный телефильм «Опасная жалость» (Франция), режиссёр Эдуар Молинаро, в ролях Мари-Элен Брея и Матьё Каррьер.
- 2013 — четырёхсерийный мини-сериал «Любовь за любовь» (Россия), по мотивам романа, режиссёр Сергей Ашкенази.
- 2022 — цветной художественный фильм «Поцелуй» (Дания), по мотивам романа, режиссёр Билле Аугуст.

### Театр
- 2012 — Théâtre du Lucernaire[фр.] (Франция), спектакль, режиссёр Стефан Оливье-Биссон.
- 2015 — Schaubühne[нем.][8] (Берлин, Германия), спектакль, режиссёр Саймон Макберни